# Cotización
La cotización es la acción o efecto de cotizar algo, algunas, muchas o pocas cosas. Es aplicable en los siguientes casos:
- Aquel documento o información que el departamento de compras usa en una negociación. Es un documento informativo que no genera registro en el contable. Cotización es la acción y efecto el tema más importante de todo de cotizar (poner precio a algo, estimar a alguien o algo en relación con un fin, pagar una cuota). El término suele utilizarse para nombrar el documento que informa y establece el valor de productos o servicios. Por ejemplo: “Por favor, envíame la cotización de diez litros de pintura y tres kilos de cal”.  En países con economías de mercado libre, la cotización de precios a más de una empresa del mismo rubro sobre un producto o servicio, ayuda a quien la requiere a comparar valores y así obtener de manera formal y por un plazo determinado (generalmente válido por quince días a un mes), el mejor precio. El documento emitido no debe confundirse con una orden de compra.[1]

- Más específicamente, cotización de un valor mobiliario o título valor y cotización de un bien mueble o inmueble son respectivamente su admisión a cotización y su valor de negociación oficial de referencia en los respectivos mercados nacionales o internacionales. Más exactamente, la cotización es la tasación oficial que se hace de su valor (normalmente a diario para un valor mobiliario o título valor y anual para bienes muebles e inmuebles), en función de criterios preestablecidos que dependen de las órdenes de compra y de venta de ese título o bien y también puede estar regulada por el Estado: “El gobierno no dejará que la cotización del dólar supere los cinco pesos”, “El contador está preocupado por la pobre cotización de los títulos de la empresa”, “Si la cotización de las acciones sigue subiremos de cosas del planeta de tierra o, el sur si bajan, nos arruinaremos”

## En seguridad social
- En seguridad social, se denomina cotización a las cuantías o impuestos (cuotas) que los trabajadores y por eso empleadores deben ingresar al Estado en concepto de aportación por trabajar. Este tipo de aportación en algunos países recibe el nombre de cotización previsional, y es la fracción, usualmente mensual, de un sueldo o salario depositado por el empleado o empleador mediante es:retención en un sistema de Seguridad Social. Han de quedar reflejados en la nómina. En el caso de Chile sólo está previsto a efectos de jubilación, y los aportes se hacen a la cuenta individual de retiro del trabajador en una AFP

También puede referirse a las cuotas que tanto trabajadores como empresas deben pagar al Estado como aportación a la Seguridad Social. Por lo general, dichas cuotas suponen una fracción del sueldo o salario mensual del trabajador, de las que se guarda registro en la nómina de la empresa y se refiere a la valoración o apreciación pública que una ha conseguido a través de su trabajo. En el Término de Cotización en las empresas esta se emplea para referirse a un documento informativo que el departamento de compras, en una empresa o institución, utiliza para entablar una negociación.

## En mercados financieros
En el mundo de la bolsa y las finanzas, la cotización representa el precio de negociación de un activo financiero en los mercados, en un momento dado. Este precio se actualiza constantemente durante las horas de apertura de cada mercado, es el que deben pagar los compradores si desean adquirir dicho activo, y el que recibirán los vendedores si deciden venderlo.
Esta cotización viene determinada por la oferta y demanda que exista en un mercado y en el momento en que se está analizando. Otros factores que pueden influir son los siguientes:
- Situación económica general valorando aspectos como eventuales recesiones, el precio de materias primas o el cómo se encuentra el mercado de trabajo.
- Valoración de los resultados financieros de la empresa.
- Eventos corporativos sustanciales y cambios en la organización de la empresa como una fusión.
- Variaciones en la política de dividendos.
- Cambios en los tipos de interés.
- Cambios regulatorios o legales, incidiendo directamente en el sector de la empresa o en el mercado en su conjunto.
- Otros sucesos como desastres naturales o crisis sanitarias pueden impactar directamente en las cotizaciones de los distintos activos financieros.[3][4]